# Jeff Torrington
Jeff Torrington (* 31. Dezember 1935 in Glasgow, Schottland; † 11. Mai 2008 in Paisley, Schottland) war ein britischer Schriftsteller.
Jeff Torrington beschrieb in seinen Romanen den Niedergang des „alten“ Glasgow. Für sein im Jahre 1992 publiziertes Erstlingswerk „Swing Hammer Swing!“ wurde ihm der renommierte und höchstdotierte Literaturpreis Großbritanniens – der Whitbread Book Award – verliehen.

## Werke
- Swing Hammer Swing 1992 (dt.: Schlag auf Schlag  übers. Von Joachim Kalka, S. Fischer-Verlag 1995).
- The Devil’s Carousel 1996 (dt.: Blechinferno übers. Von Joachim Kalka, S. Fischer-Verlag 1998).

## Auszeichnungen / Preise
- Whitbread Book Award 1992